# جريح حرب

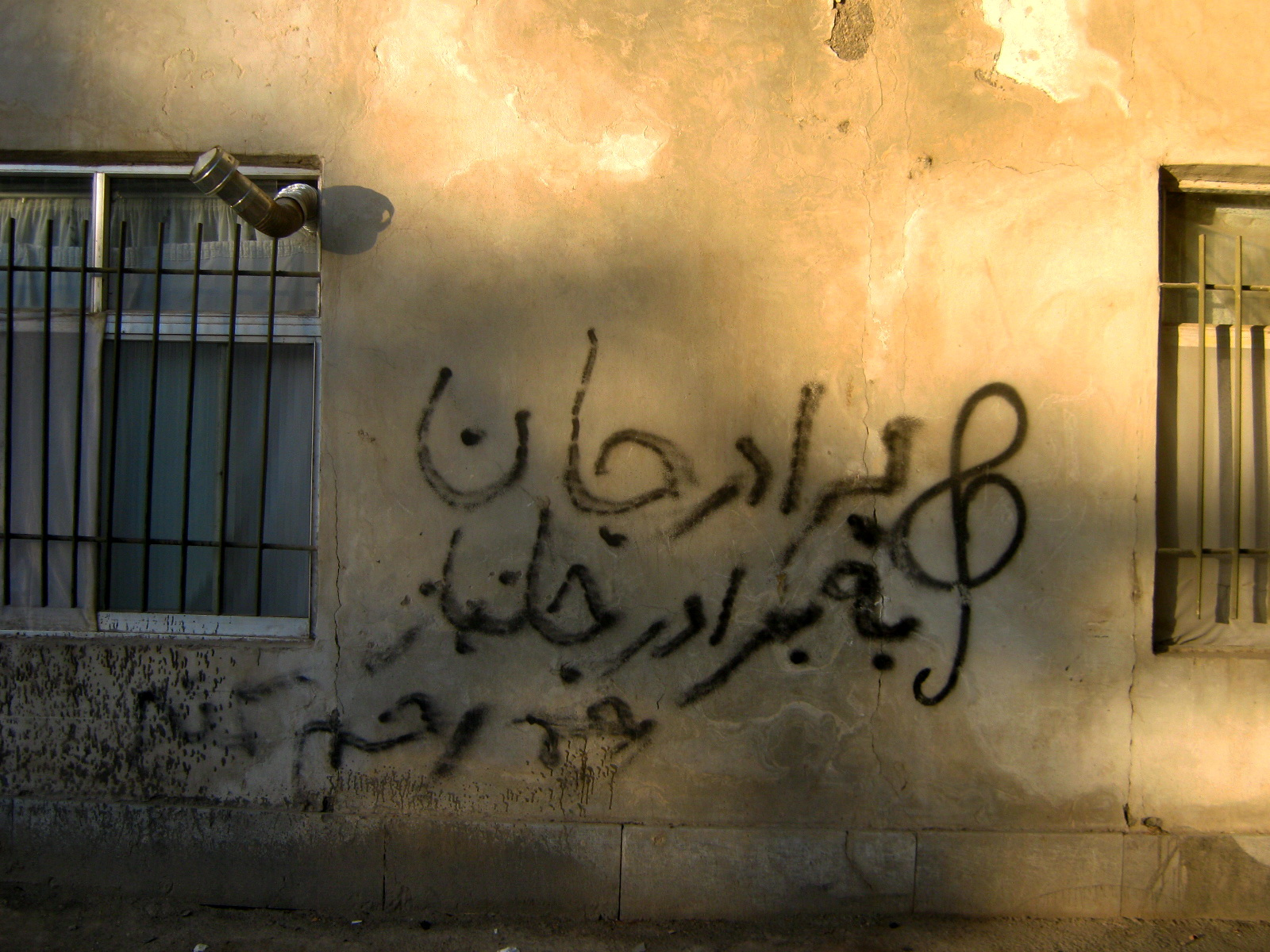
كتابة على جدار منزل في مدينة نيسابور الإيرانية: أيها الأخ كن رحيما لأخيك المجروح في الحرب

جرحى حرب هو وصف للجنود الذين تعرضوا لإصابة أثناء الحروب، ولكن لم يقتلوا. عادة ما يعني أنهم بصفة مؤقتة أو دائمة، غير قادرين على حمل السلاح أو الاستمرار في القتال، وأيضًا يمكن أن يموت بسبب الإصابة التي تعرض لها، والتي غالبًا ما تكون نتيجة وقوع انفجار أو طلق ناري أو تهدّم مبنى شبه مدمر أو وطأ لغم أرضي.